# 新宿シアタートップス
新宿シアタートップス（しんじゅくシアタートップス）は、東京都新宿区新宿3-20-8にある小劇場演劇専用の劇場である。

## 概要
座席数155席。1985年に開場し、過去には劇団☆新感線、大人計画、東京サンシャインボーイズなど、数多くの劇団を育ててきたが、ビルの所有者が閉館の決断を出したため、2009年3月18日から3月29日まで閉館イベント「さよならシアタートップス　最後の文化祭」が行われた。
3部構成で行われた同イベントは夜の部2において、東京サンシャインボーイズが15年ぶりとなる公演「returns」を行った。WOWOWによって同年3月27日の公演が収録され、放映された。
2011年5月14日、松竹芸能による新宿角座が開業し営業していたが、2021年4月1日付けで「当面の間休館」となった。
その後5月19日、松竹芸能が劇場運営を本多劇場グループへ移管することを発表。8月に「本多劇場グループ 新宿シアタートップス」としてリニューアルオープンし、名称が同地で復活することになった。
8月25日から予定されていた新宿シアタートップスこけら落とし公演『演劇の街をつくった男』は、出演予定の本多劇場グループ代表・本多一夫の新型コロナウイルス感染が判明して中止となった。

## アクセス
- JR・小田急・京王・丸ノ内線新宿駅下車、東口より徒歩6分
- 丸ノ内線新宿三丁目駅B6・7出口から徒歩4分

## さよならシアタートップス　最後の文化祭
|         | 昼の部スペシャルイベント1 14:00開演 ※土日は短編オムニバス公演のマチネ | 夜の部1 短編オムニバス公演 19:00開演 | 夜の部2 21:30開演 ※最終日のみ18:00開演 |
| ------- | --- | ------------------------------------ | -------------------------------------- |
| 3月18日 | （公演なし） | ラッパ屋 泪目銀座 双数姉妹           | 東京サンシャインボーイズ 「returns」   |
| 3月19日 | 「落語三人会」 柳家喬太郎 風間杜夫 小宮孝泰 | ONEOR8 ペテカン 泪目銀座             | 東京サンシャインボーイズ 「returns」   |
| 3月20日 | 「壱組印」 『劇的人生劇場～彼の人生の場合～』 大谷亮介 草野徹 「トーク＆ライブ」 原田宗典 野田晴彦 大塚健司 小野康子                                                                                            | ペテカン 双数姉妹 ラッパ屋           | 東京サンシャインボーイズ 「returns」   |
| 3月21日 | 泪目銀座 双数姉妹 ラッパ屋 | ONEOR8 ペテカン ラッパ屋             | 東京サンシャインボーイズ 「returns」   |
| 3月22日 | ONEOR8 ペテカン ラッパ屋 | 泪目銀座 双数姉妹 ラッパ屋           | 東京サンシャインボーイズ 「returns」   |
| 3月23日 | （公演なし） | 劇団一跡二跳 ONEOR8 ラッパ屋         | 東京サンシャインボーイズ 「returns」   |
| 3月24日 | 「国本武春ライブ」 国本武春 グループる・ばる （松金よね子・田岡美也子・岡本麗） | 劇団一跡二跳 泪目銀座 ラッパ屋       | 東京サンシャインボーイズ 「returns」   |
| 3月25日 | 「落語二人会」 春風亭昇太 柳家花緑 | グリング 劇団一跡二跳 ONEOR8         | 東京サンシャインボーイズ 「returns」   |
| 3月26日 | 「トークショー」 いのうえひでのり（劇団☆新感線） 内藤裕敬（南河内万歳一座） 三浦大輔（ポツドール） 青木豪（グリング） 蓬莱竜太（モダンスイマーズ） 古城十忍（劇団一跡二跳） 永井愛（二兎社） 坂手洋二（燐光群） | 熱帯 グリング 劇団一跡二跳           | 東京サンシャインボーイズ 「returns」   |
| 3月27日 | 「トーク＆ライブ」 ラサール石井 山口良一 小倉久寛 Beans | 熱帯 グリング 泪目銀座               | 東京サンシャインボーイズ 「returns」   |
| 3月28日 | 熱帯 グリング ラッパ屋 | 熱帯 ONEOR8 泪目銀座                 | 東京サンシャインボーイズ 「returns」   |
| 3月29日 | グリング 泪目銀座 ラッパ屋 | ー                                   | 東京サンシャインボーイズ 「returns」   |